# Rúnar Rúnarsson
Rúnar Rúnarsson (Reykjavik, 1977.) je islandski filmski scenarist, redatelj i producent. Filmovi u kojima se pojavljuje kao scenarist i redatelj su dugometražni film Vulkan i kratki filmovi Anna, Dvije ptice (Smáfuglar) te Posljednja farma (Síðasti bærinn). 
Njegov drugi dugometražni film Vrapci (Þrestir), film o odrastanju bit će pušten u distribuciju 2015. godine.
Snimio ga je u islandsko-dansko-hrvatskoj koprodukciji. Osvojio je nagrade na međunarodnim filmskim festivalima. Na festivalu u San Sebastianu osvojio je Zlatnu školjku za najbolji film, a u Varšavi je pobijedio u konkurenciji natjecateljskog programa prvih i drugih filmova redatelja 31. Međunarodnog filmskog festivala.

## Filmografija
- 1995.: Klosettmenning, kratki film (redatelj)
- 1997.: Lífsg(æði), kratki film
- 1997.: Oiko logos, kratki film (redatelj)
- 1998.: The collector, kratki film
- 1998.: Hringur, kratki film
- 2000.: Rætur, kratki film (redatelj)
- 2002.: Leitin að Rajeev, dokumentarni film (redatelj, kamerman i producent)
- 2000.: Bragur, kratki film
- 2004.: Posljednja farma, kratki film (redatelj i scenarist)
- 2008.: Dvije ptice, kratki film (redatelj i scenarist)
- 2009.: Anna, kratki film (redatelj i scenarist)
- 2011.: Eldfjall (redatelj i scenarist)
- 2015.: Vrapci (redatelj, scenarist i producent)

## Vanjske poveznice
- Rúnar Rúnarsson na Internet Movie Database
- Natuknica[neaktivna poveznica] na filmkontakt.com
- Kvikmyndamiðstöð Íslands Rúnar Rúnarsson